# Luigi Foti
Luigi Foti (Syracuse, 5 december 1934 – aldaar, 19 augustus 2021) was een politicus uit Sicilië, Italië, in de partij Democrazia Cristiana. Foti was burgemeester van Syracuse, volksvertegenwoordiger en onderstaatssecretaris in drie Italiaanse regeringen. Na het einde van zijn politieke carrière werd hij gerechtelijk vervolgd.

## Levensloop
Na zijn middelbare school ging Foti in het bankwezen. Bankier Foti zette vervolgens de stap in de politiek, te beginnen met de gemeentepolitiek van Syracuse. Hij was er burgemeester van 1972 tot 1973. Hij legde zich toe op de uitbouw van een haven voor toeristenschepen. Tevens ondernam hij de opwaardering van het oude stadscentrum, het eiland Ortygia.
Eind van de jaren 1970 ging Foti in de nationale politiek. Hij was afgevaardigde in Rome van 1979 tot 1994. In deze periode was hij vijf jaren onderstaatssecretaris (1987-1992): het waren de portefeuilles van Werk en Sociale Voorzorg in het Kabinet-Goria en deze van de Schatkist in de kabinetten Andreotti VI en VII.
Vanaf 2012 beschuldigde het Openbaar Ministerie Foti ervan deel uit te maken van een netwerk van corrupte ondernemers in Sicilië en Palermo, corrupte ambtenaren en journalisten. Foti werd vervolgd voor financiële malversaties en belangenvermenging. De feiten dateerden van toen Foti directeur was van de watervoorzieningsmaatschappij van Syracuse. Het kwam nooit tot een proces. Foti stierf in 2021.